# バンダイナムコミュージックライブ
株式会社バンダイナムコミュージックライブ（英: Bandai Namco Music Live Inc.）は、日本の音楽総合エンターテインメント企業。株式会社バンダイナムコホールディングスの完全子会社で、バンダイナムコグループのグループ企業。日本レコード協会正会員。

## 歴史
バンダイナムコグループでは2018年4月1日付で再編の一環として、バンダイビジュアルとランティスが合併してバンダイナムコアーツが発足して、映像と音楽のコンテンツ事業を行ってきたが、2022年4月1日付をもって、これまでのバンダイナムコアーツの本体（音楽事業）に、バンダイナムコライブクリエイティブとサンライズミュージック（音楽出版事業）を吸収合併するという手法で改めて再編が行われることになった。
その後、2022年2月8日に行われたバンダイナムコホールディングスの取締役会において、この会社の概要が決定した。この再編によって、ランティスというレーベルブランドを持っていたバンダイナムコアーツと、ライブ・イベントの制作を手掛けるバンダイナムコライブクリエイティブ、それに、音楽著作権の管理・運用を担ってきたサンライズミュージックが新会社に集結することで、音楽を様々な面で総合的にプロデュースが行える体制が出来上がる。
2024年4月1日付で2026年夏にコンサートホール「Shibuya LOVEZ（シブヤラブズ、東京都渋谷区宇田川町）」を開業させるのに伴い、音楽事業・ライブ事業を担う完全子会社として「バンダイナムコベース」を設立。

## 事業

### 音楽レーベル
記載がないものはいずれもバンダイナムコアーツより移行。
- Lantis（ランティス） - メインレーベル。バンダイナムコフィルムワークスに販売委託。
- Kiramune（キラミューン） - 男性声優レーベル。バンダイナムコフィルムワークスに販売委託。
- GloryHeaven（グローリーヘブン） - ソニー・ミュージックソリューションズへ販売委託するレーベル。
- Purple One Star（パープルワンスター） - bluesofaとの共同制作によるレーベル。レーベルプロデューサーはbluesofaの本間昭光、販売元はソニー・ミュージックソリューションズ。
- SUNRISE Music Label - サンライズミュージックより移行。販売元はソニー・ミュージックソリューションズ。
- akogare records - シンガーソングライター・mekakusheのプライベート・レーベル。2023年11月設立[7]。
- MoooD Records（ムードレコーズ）- 「世界視野で楽曲のスマッシュ・ヒットを目指す」という目的の下、2024年2月に始動したレーベル。レーベル名には『世界中を音楽“Music”の輪“ooo”で”Dream”を現実へと繋いでいきたい』という想いが込められている[8]。
- UNIERA（ユニエラ）- 活動スタイルや音楽ジャンルを問わず、様々なアーティストの個性を引き出して、次世代の新しい波を作り出すことを目指し2025年5月に設立されたレーベル。レーベル第1弾アーティストとして、LINKL PLANET、INUWASI、majiko、Daokoの4組が所属[9]。

#### 過去の音楽レーベル
- GOOM STUDIO（グームスタジオ）- バーチャルYouTuberレーベル兼映像レーベル。実際は所属アーティストであるミライアカリの専用レーベルであり、ミライアカリが2023年3月31日を以って引退・活動を終了したと同時にレーベルも廃止[10]。

### ライブイベント企画制作運営
バンダイナムコライブクリエィティブより承継。バンダイナムコグループの内外問わず、多くのライブイベントの企画制作運営を請け負っている。

### 通信販売
いずれもバンダイナムコアーツより移行。
- A-on STORE - CDほかグッズ販売（運営主体はバンダイナムコフィルムワークス）
- L SCORE - 楽譜販売

### アーティストマネジメント
以前からアーティストマネジメント事業を実施。2024年4月1日にはアーティストマネジメント事業を行うブランドStarRise（スターライズ）が始動したが、2025年4月にALLXTRAZに移管された。
以下は2025年3月までStarRiseに所属していたが、4月以降に所属から外れたグループ・アーティストである。

#### グループ
- Aqours
- Liella!
- 蓮ノ空女学院スクールアイドルクラブ

#### アーティスト
- Spileben[11]
- LINKL PLANET[12]
  - 鈴木華凜
  - 高柳光花
  - 尾本侑樹奈
  - 東恩納瑠花

## 役員
2025年4月現在。
代表取締役社長
- 垰義孝

常務取締役
- 鈴木孝明

取締役
- 黒田学
- 荒井篤志
- 上山公一（非常勤）
- 南條智輝（非常勤）

監査役
- 中村栄吾（非常勤）